# Berg bei Rohrbach
Berg bei Rohrbach  är en ort och tidigare kommun i Österrike. Den ligger i distriktet Rohrbach i förbundslandet Oberösterreich, 180 kilometer väster om huvudstaden Wien. 
Den 1 maj 2015 slogs kommunen Berg bei Rohrbach samman med grannkommunen Rohrbach in Oberösterreich och bildade kommunen Rohrbach-Berg. 